# Widłak
Widłak (Lycopodium L.) – rodzaj roślin z rodziny widłakowatych. W szerokim ujęciu obejmuje ok. 40 gatunków, a w wąskim około 15 gatunków lub nawet tylko 9, z których w Polsce występuje jeden – widłak goździsty L. clavatum (tradycyjnie zaliczany tu też kolcowidłak jałowcowaty włączony został w 2016 roku do rodzaju kolcowidłak Spinulum). W dawniejszych systemach klasyfikacyjnych zaliczano tu ok. 200 do nawet 400 gatunków (w tym 7 występujących w Polsce), jednak po poznaniu ich filogenezy zostały one podzielone na kilka różnych rodzajów, a nawet zaliczone do różnych podrodzin.
Znaczenie użytkowe mają zarodniki widłaka goździstego – likopodium. Ze względu na dużą zawartość tłuszczów są łatwopalne, a zmieszane z powietrzem – wybuchowe. Wykorzystywane są podczas efektów specjalnych w przemyśle filmowym. Wykorzystywane były także jako posypka w wyrobach lateksowych (prezerwatywach, rękawiczkach chirurgicznych), w odlewnictwie do wysypywania form odlewów, stosowano je jako środek zapobiegający sklejaniu się pigułek i tabletek oraz w kosmetykach (proszki do makijażu). Ograniczono jego wykorzystanie ze względu na reakcje uczuleniowe (od łagodnych stanów zapalnych po ostre ataki astmy).

## Morfologia

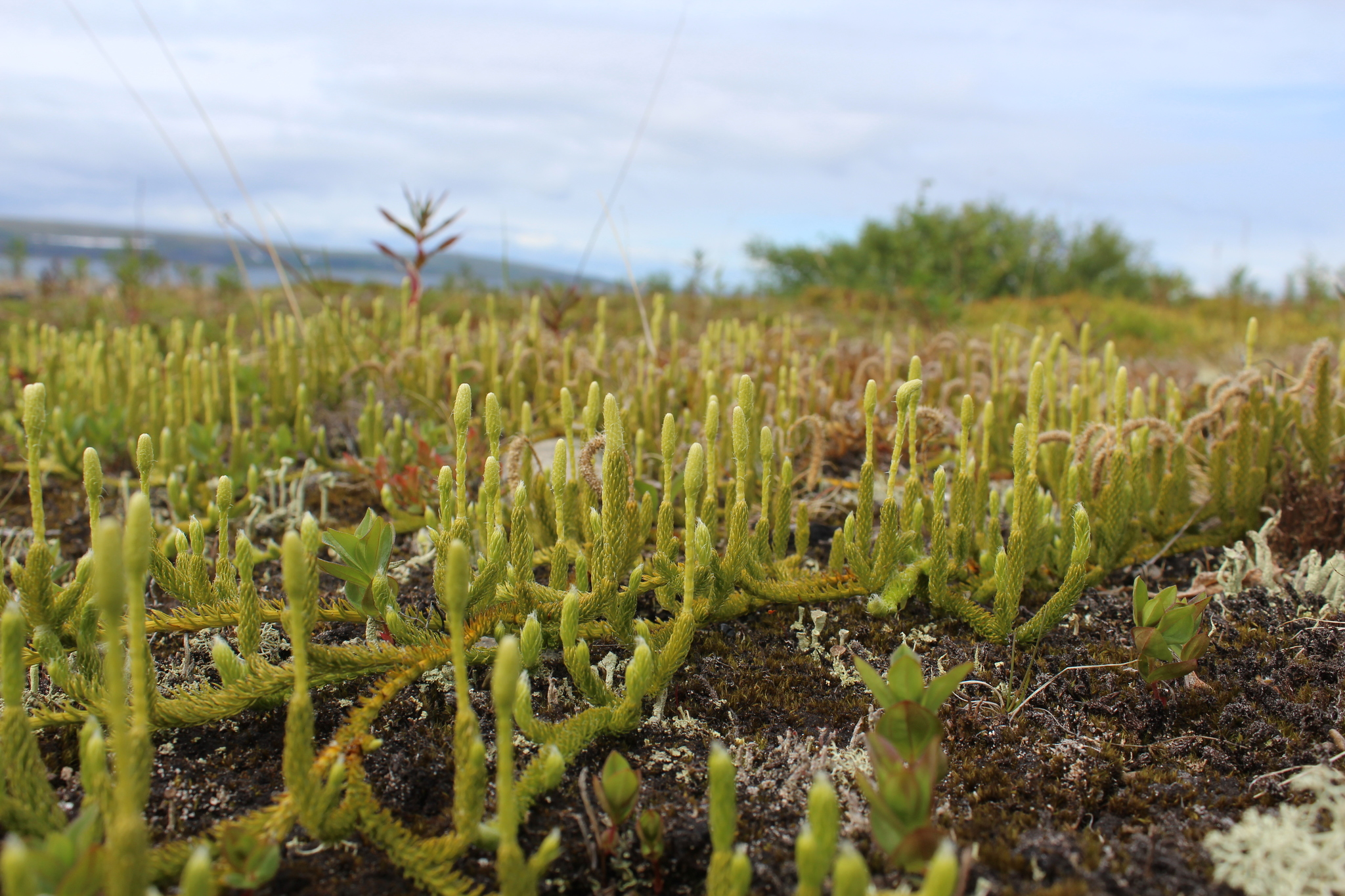
Lycopodium lagopus

Łodyga składa się z odcinka płożącego się po ziemi, widlasto rozgałęzionego z drobnymi liśćmi. Szczytowa część łodygi wyrasta pionowo i zakończona jest kłosem lub kilkoma kłosami zarodnionośnymi.

## Systematyka
Rodzaj Lycopodium pierwotnie obejmował wszystkich współczesnych przedstawicieli rodziny widłakowatych Lycopodiaceae, do czasu opisania rodzaju Phylloglossum. Później wyodrębniano także rodzaj wroniec Huperzia Bernhardi 1800, a już w drugiej połowie XX wieku Josef Holub wydzielił kilka kolejnych rodzajów (np. widłaczek Lycopodiella Holub 1964, Phlegmariurus Holub 1964, widlicz Diphasiastrum Holub 1975, Pseudodiphasium Holub 1983, Pseudolycopodium Holub 1983). Poza rodzajami uznawanymi szerzej za odrębne w końcu XX wieku (Huperzia, Lycopodiella i Phylloglossum) wciąż wielu autorów ujmowało szeroko rodzaj Lycopodium sprowadzając część ww. taksonów do rangi podrodzajów, których wyróżniano 9. Kryteriami podziału były różnice w budowie roślin: istnienie lub brak zróżnicowania liści na pędzie (anizofilia), wykształcanie kłosa zarodnionośnego na szypule lub siedzącego, budowa liści zarodnionośnych (tarczowate, łuskowate lub pośrednie), budowa ściany komórkowej w komórkach epidermy zarodni, budowa zarodników i gametofitu oraz liczba chromosomów. W XXI wieku włączono do kryteriów podziału wyniki badań molekularnych i zaczęła dominować tendencja do wyodrębniania drobnych rodzajów. W systemie PPG I z 2016 rodzaj Lycopodium obejmuje tylko 15 gatunków i jest jednym z 16 rodzajów w rodzinie widłakowatych i jednym z 9 w podrodzinie Lycopodioideae. W ujęciu Checklist of Ferns and Lycophytes of the World należy tu tylko 9 gatunków.
Synonimy taksonomiczne
Copodium Rafinesque, Lepidotis P. de Beauv. ex Mirbel in Lam. et Mirbel.
Pozycja i podział rodzaju w systemie PPG I (2016)
Rodzaj Lycopodium należy do podrodziny Lycopodioideae W.H.Wagner & Beitel ex B. Øllg. należącej do rodziny widłakowatych Lycopodiaceae, jedynej rodziny roślin współczesnych w obrębie rzędu widłakowców Lycopodiales w obrębie klasy Lycopodiopsida w grupie roślin naczyniowych Tracheophyta.
W systemie PPG I rodzaj Lycopodium liczy 15 gatunków, z których tylko jeden widłak goździsty (Lycopodium clavatum L.) występuje we florze Polski. Drugi z gatunków rodzimych zaliczany dotychczas do rodzaju widłak – kolcowidłak jałowcowaty (Lycopodium annotinum L.) – został przeniesiony do rodzaju kolcowidłak Spinulum jako Spinulum annotinum (L.) A.Haines.
Wykaz gatunków według Checklist of Ferns and Lycophytes of the World
- Lycopodium clavatum L. – widłak goździsty (gatunek kosmopolityczny)
- Lycopodium diaphanum (P.Beauv.) Sw. – Tristan da Cunha
- Lycopodium hygrophilum Alderw. – Nowa Gwinea
- Lycopodium japonicum Thunb. – wschodnia i południowo-wschodnia Azja
- Lycopodium lagopus (Laest. ex C.Hartm.) Zinserl. ex Kuzen. – widłak jednokłosowy[8] (obszar cyrkumborealny)
- Lycopodium papuanum Nessel – Nowa Gwinea
- Lycopodium pullei Alderw. – Nowa Gwinea
- Lycopodium venustulum Gaudich. – Hawaje, Samoa, Wyspy Towarzystwa
- Lycopodium vestitum Desv. ex Poir. – Andy w północno-zachodniej części Ameryki Południowej